# Arnold Möller
Arnold Walter Möller, född 6 september 1911 i Berlin, död 9 mars 2011, var en svensk psykiater.
Efter studentexamen i Motala 1930 blev Möller medicine kandidat i Stockholm 1934 och medicine licentiat 1940. Han var underläkare vid epileptikerkliniken Stora Sköndal 1941, amanuens och t.f. underläkare vid neurologiska kliniken vid Serafimerlasarettet 1942, t.f. underläkare vid Beckomberga sjukhus 1944, förste underläkare 1946, t.f. underläkare och amanuens vid Södersjukhusets medicinska avdelning 1948–49, biträdande läkare vid Serafimerlasarettets psykiatriska poliklinik 1948–52, vid Beckomberga sjukhus 1951–53, t.f. överläkare vid Frösö sjukhus 1953, överläkare där 1955, vikarierande överinspektör för sinnessjukvården under olika perioder 1957, 1958 och 1959, biträdande överläkare vid Ulleråkers sjukhus 1959 och överläkare där från 1961. 
Möller var biträdande överinspektör för mentalsjukvården under olika perioder 1957–63 samt vikarierande medicinalråd under olika perioder 1961 och 1962. Han var psykiater vid Svenska kyrkans familjerådgivningsbyrå i Uppsala och studentpsykiater i Uppsala från 1963.